# Coimbra (Goiânia)
Coimbra é um bairro da cidade brasileira de Goiânia, Goiás e parte da região central do município.
Localizado entre os bairros Campinas, Oeste, Sol Nascente, Bueno, Funcionários, Vila Aurora, o nome Coimbra vem do sobrenome dos irmãos Abelardo e Jerônymo Coimbra Bueno, engenheiros que ajudaram a financiar a construção de Goiânia em troca da área dos bairros Bueno e Coimbra.
O Coimbra estava no plano diretor de Goiânia produzido em 1938, mas a ocupação do bairro por moradores se deu, de fato, durante a década de 1950. Na época, o bairro ainda não dispunha de infraestrutura básica. A situação começou a mudar nos anos 1960, quando o bairro foi urbanizado, além de um de seus principais pontos, a Praça Walter Santos.
Segundo dados do Instituto Brasileiro de Geografia e Estatística (IBGE), divulgados pela prefeitura, no Censo 2010 a população do Coimbra era de 8 266 pessoas.